# The Cham-Cham
The Cham-Cham is de 25e aflevering van Thunderbirds, de Supermarionationtelevisieserie van Gerry Anderson (zowel qua productienummer als qua originele uitzending). De aflevering werd voor het eerst uitgezonden op ATV Midlands op 24 maart 1966.

## Verhaal
Op de Matthews-luchthaven in de Verenigde Staten maakt een RTL2-vrachtvliegtuig zich klaar voor vertrek. De lading van het vliegtuig bestaat uit wapens. De missie is zeer geheim aangezien de vorige twee RTL2-vluchten werden onderschept en neergehaald door onbekende straaljagers. Pas vlak voor vertrek mogen de piloten een afgesloten enveloppe openen waarin hun vluchtroute bekend wordt gemaakt. Op het moment dat het vliegtuig vertrekt, geeft in het Zwitserse Paradise Peaks-hotel de band Cass Carnaby Five een live-optreden van hun wereldhit Dangerous Game. De muziek wordt ook beluisterd aan boord van de RTL2 en op Tracy Eiland. Echter, net als de vorige twee RTL-vliegtuigen, wordt ook deze aangevallen en neergeschoten.
Op Tracy Eiland maakt Alan bekend dat hem is opgevallen dat bij iedere aanval op een RTL2-vliegtuig het nummer Dangerous Game live werd gespeeld. Brains is het met Alan eens dat dit wel erg toevallig is. Ook beweert hij dat het best mogelijk is dat de muziek een soort code bevat die de positie van de RTL2 kan verraden. Terwijl Brains en Alan kijken of ze de muziek kunnen decoderen, stuurt Jeff Lady Penelope Creighton-Ward en Tin-Tin naar Paradise Peaks. Lady Penelope doet zich voor als zangeres Wanda Lamour, en Parker, die connecties heeft in de showbizzwereld, regelt dat ze naar Paradise Peaks wordt gestuurd.
In het hotel ontmoet Tin-Tin al snel Cass, de leider van de band. Ze kan maar niet begrijpen dat zij echt iets te maken hebben met de aanvallen op de RTL2-vliegtuigen. Ze ontmoeten ook de manager van de band, Olsen, die wel verdacht overkomt. Volgens Cass geeft hij de band geregeld vlak voor een optreden instructies om Dangerous Game in een iets ander ritme te spelen. Penelope ontdekt dat Parker buiten haar weten om ook naar het hotel is gekomen en nu undercover werkt als barkeeper. Hij wijst hun de locatie van Olsons chalet. Ondertussen heeft Brains ontdekt dat de muziek van Dangerous Game inderdaad een soort van code bevat.
De volgende dag gaan Penelope en Tin-Tin skiën. Ze bespioneren Olson in zijn chalet en zien hem werken aan een vreemde machine. Hij ontvangt een bericht over de volgende RTL2-vlucht en krijgt orders deze te vernietigen. Wanneer de twee teruggaan naar het hotel, ziet Olsen hun sporen in de sneeuw. Hij belt Banino, een medewerker van het hotel, op om de twee uit de weg te ruimen. Parker luistert het telefoontje af, verstopt zich in Banino’s auto, en houdt hem tegen voor hij Penelope en Tin-Tin kan neerschieten. De twee vallen uit de auto en rollen in een enorme sneeuwbal van de heuvel. De klap bij het neerkomen doet Banino het bewustzijn verliezen, en Parker besluit hem zo lang in de bezemkast op te bergen.
Terug in het hotel sturen Penelope en Tin-Tin enkele opnames van Olson en diens machine naar Tracy Eiland. Brains herkent het apparaat als een "Cham-Cham", een machine die informatie kan omzetten tot een gecodeerd geluidssignaal. De Cass Carnaby Five is niet op de hoogte van het feit dat hun muziek een code bevat. Brains berekent hoe het nummer gespeeld moet worden om de vijandelijke straaljagers te misleiden. Ondertussen probeert Jeff Washington D.C. en Matthews te waarschuwen dat het volgende RTL2-vliegtuig in gevaar is, maar de commandant van Matthews gelooft hem niet.
Jeff stuurt Scott met Thunderbird 1 naar Matthews om de commandant te overtuigen. Ondertussen geeft Olson Cass instructies over het ritme voor het volgende optreden. Tin-Tin probeert hem te overtuigen om hun versie te spelen, maar Cass en zijn band moeten een contract nakomen, waar o.a. instaat dat Olson bepaalt welke versies van Dangerous Game ze spelen. Wanneer de RTL2 vertrekt, speelt Cass Carnaby Olsons versie van de muziek. Op een vijandelijke luchtbasis ontcijfert men de code om zo achter de vluchtroute van de RTL2 te komen. Midden in het nummer verschijnt Penelope (als Wanda Lamour) op het toneel, en zingt Brains’ versie van Dangerous Game. Op die manier verandert ze de code en krijgen de straaljagers een verkeerde positie doorgegeven. In plaats van de locatie van de RTL2 krijgen ze de coördinaten van Matthews Field doorgegeven. Daar worden de straaljagers neergeschoten.
De RTL2 is veilig, maar Jeff vreest voor de veiligheid van Penelope, Tin-Tin en Parker nu ze Olsons plannen hebben gedwarsboomd. Hij stuurt Virgil en Alan met Thunderbird 2 naar Paradise Peaks. De drie verlaten Paradise Peaks vroeg in de ochtend in een kabelbaan. Olson brengt de kabelbaan echter tot stilstand en snijdt de kabels door. Hij wordt betrapt door Cass, maar het is al te laat. De kabels zijn vrij en de cabine suist nu met gevaarlijke snelheid naar beneden. Virgil probeert de cabine af te remmen met de magnetische klampen van Thunderbird 2, maar die hebben geen grip. Als plan B klimt Parker op het dak van de cabine en bevestigt enkele kabels van Thunderbird 2 aan het dak van de cabine. Thunderbird 2 remt en brengt de cabine tot stilstand, maar door het plotselinge remmen valt Parker eraf. De anderen merken pas dat Parker niet meer op het dak zit als ze beneden zijn. Parker heeft zichzelf echter kunnen redden door Penelopes paraplu als parachute te gebruiken.
Die avond zit het hele gezelschap in Paradise Peaks. Penelope is blij dat Cass Carnaby’s nummer niet meer voor slechte doeleinden zal worden gebruikt.

## Rolverdeling

### Reguliere stemacteurs
- Jeff Tracy — Peter Dyneley
- Scott Tracy — Shane Rimmer
- Virgil Tracy — David Holliday
- Alan Tracy — Matt Zimmerman
- Gordon Tracy — David Graham
- John Tracy — Ray Barrett
- Brains — David Graham
- Lady Penelope — Sylvia Anderson
- Aloysius Parker — David Graham
- Tin-Tin — Christine Finn
- Oma Tracy — Christine Finn

### Gastrollen
- Cass Carnaby — Ray Barrett
- Olsen — David Graham
- Commandant, Matthews Field — Ray Barrett
- Maxie — John Tate
- Banino — Matt Zimmerman
- Kapitein Savidge — David Graham
- Scheiler — John Tate
- Hitchins — David Graham
- Macklin — Matt Zimmerman
- Foreign Colonel — John Tate
- Foreign Lieutenant — Matt Zimmerman
- Radio Maxwell DJ — Ray Barrett

## Machines
De machines en voertuigen in deze aflevering zijn:
- Thunderbird 1
- Thunderbird 2
- Thunderbird 3
- Thunderbird 5
- RTL2-vrachtvliegtuig
- Ladybird (Tin-Tin's jet)

## Fouten
- Wanneer Penelope en Tin-Tin wegskiën bij Olsons chalet begint het te sneeuwen, maar een scène later sneeuwt het al niet meer.

## Trivia
- De pop die werd gebruikt voor Maxie werd eerder gebruikt voor filmproducent Bletcher in Martian Invasion.
- Cass Carnaby heeft een foto van de Hertogin van Royston (uit The Duchess Assignment) aan de muur in hun kleedkamer.
- De hertogin zit zelf ook in het hotel. In de dansscène zit ze vlak achter Penelope.
- The Cham-Cham werd omgezet tot radioversie voor het Century 21 mini-album Lady Penelope (MA 122).
- De Sheiler-pop werd eerder gebruikt voor Hector McGill in Attack of the Alligators.
- De pop van de vijandige kolonel werd eerder gebruikt voor de International Air Minister in Operation Crash-Dive.